# ロバート・ボイル
ロバート・ボイル卿（英: Sir Robert Boyle, FRS, 1627年1月25日 - 1691年12月31日）は、アイルランド・リズモア出身の自然哲学者、化学者、物理学者、発明家。神学に関する著書もある。ロンドン王立協会フェロー。ボイルの法則で知られている。
ボイルの研究は錬金術の伝統を根幹としているが、近代化学の祖とされることが多い。特に著書『懐疑的化学者』は化学という分野の基礎を築いたとされている。

## 経歴

### 生い立ち

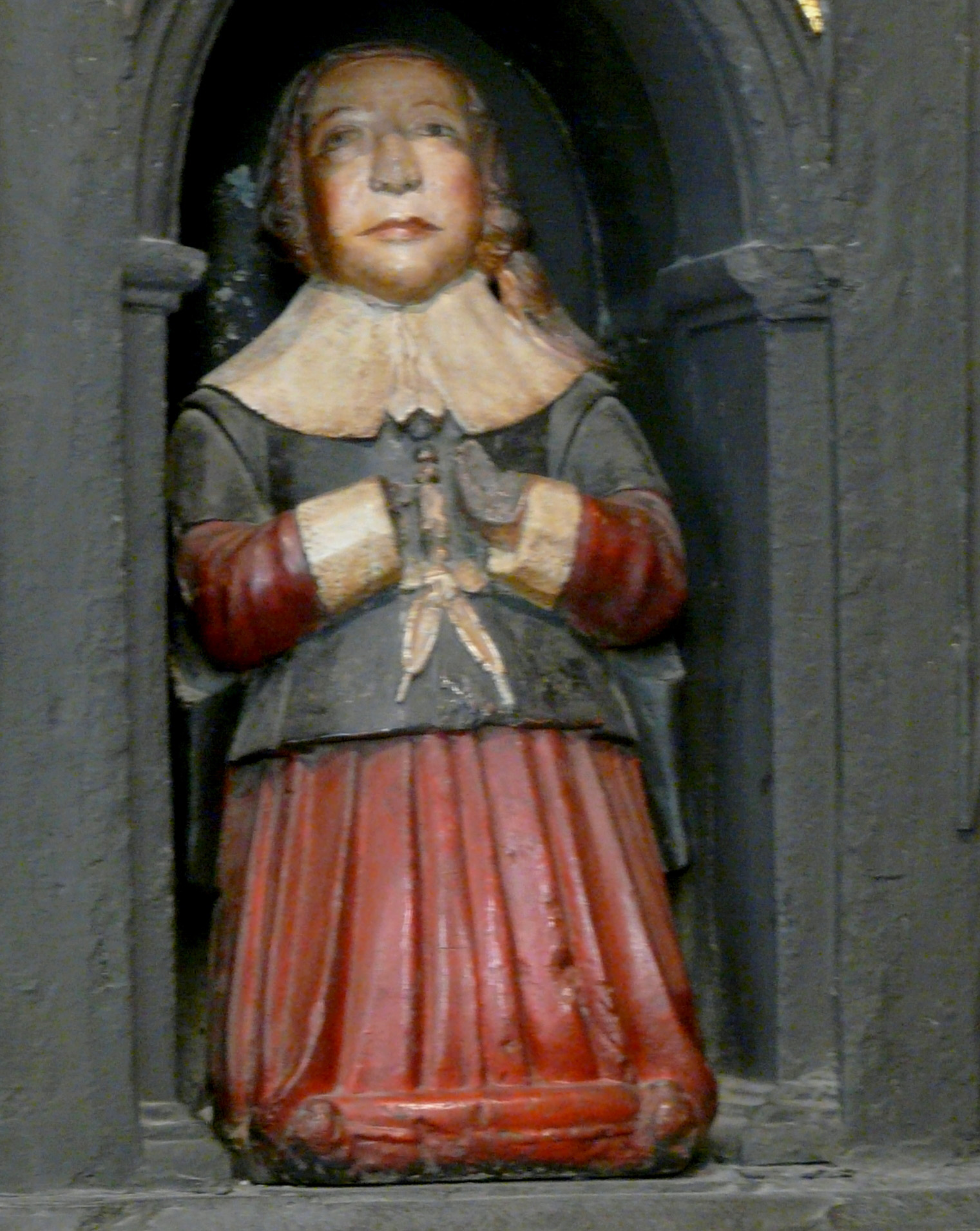
両親が祀られている聖パトリック大聖堂にあるロバート・ボイルを表していると見られる少年像

1627年、アイルランド・ウォーターフォード県リズモアに生まれる。初代コーク伯爵リチャード・ボイルとキャサリン・フェントン夫妻の7番目の息子、14番目の子である。3歳の時に妹マーガレットが産まれるが、その時の産褥で母を失う。
父は1588年にアイルランドに赴き、復帰地副管理官となり、ロバートが生まれたころには大地主になっていた。兄たちと同様、幼いころに現地の一家に里子に出された。その結果ボイル家の子らは4年ほどで十分にアイルランド語を理解し、通訳ができるようになった。ロバートはラテン語、ギリシャ語、フランス語を学び、1635年10月には8歳で兄の1人フランシス・ボイルと一緒にイングランドのイートン・カレッジに送られた。当時、父の友人ヘンリー・ウォットンが校長を務めていた。
イートン・カレッジでは、父が家庭教師ロバート・カリュー（Robert Carew）を雇い、息子たちの教育を任せたが、ボイルはあまり家庭教師の言うことを聞かなかった。イートンで3年間を過ごした後、1638年にボイルは兄フランシスとスイス人家庭教師と共にグランドツアーに出かけ、スイス・ジュネーヴで留学中に宗教的回心を体験、1641年にはイタリアを訪れ、その年の冬はフィレンツェで過ごし、ガリレオ・ガリレイに師事した。イタリア滞在中は翌1642年にガリレオが亡くなったことを後に自伝で記録したり、イタリア語を習得し、ガリレオの『天文対話』を読んで業績を学んだ。また時期は不明だが、フランス・パリにあるマラン・メルセンヌの自然科学研究サークルに参加していたという。

### イングランド・アイルランドで生活

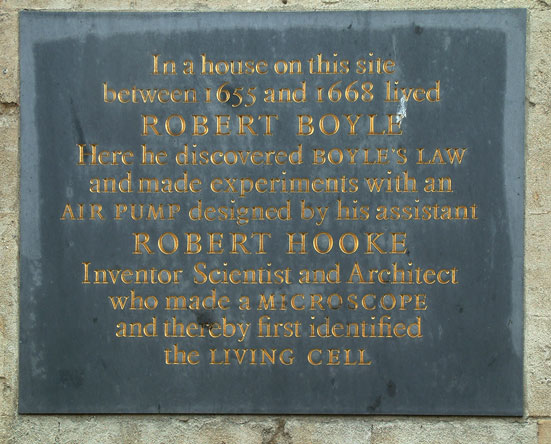
オックスフォードにあるボイルとフックが実験を行った場所を示す記念銘板

1644年、大陸ヨーロッパからイングランドに戻ったボイルは、科学的研究に強い関心を持つようになっていた。しかしアイルランドは3年前の1641年に反乱・アイルランド同盟戦争が勃発して動乱が始まっていた。フランシスは急遽帰国しボイルは残って留学を続けたが、翌1642年にイングランドでも清教徒革命（イングランド内戦）が起こり、同年9月にボイルの兄ルイス・ボイルが戦死、1643年に父も亡くなりボイル家は苦難の時期を迎えた。
ボイル自身は帰国してロンドンに着き、姉キャサリンとその夫アーサー・ジョーンズ（後に第2代ラネラ子爵）の保護を受けた。また父の遺産からイングランド・ドーセットのスタルブリッジにある荘園とアイルランド、リムリック県の広大な地所を相続した。それ以降ボイルは科学的研究に生涯を捧げるようになり、姉夫婦の紹介でジョン・ミルトンやサミュエル・ハートリブ、ウィリアム・ペティらと知り合い、後の王立協会の母体となった科学者集団・ロンドン理学協会（不可視の学院）の一員となった。彼らはロンドンのグレシャム・カレッジで頻繁に会合を開き、一部はオックスフォードでも会合を開いた。
1647年に初めてアイルランドに所有する土地を訪れ、1652年にアイルランドに移住したが、田舎ではなかなか研究が進まずイライラするようになった。ある手紙でアイルランドについて「野蛮な国で、化学について誤解されているし、化学用の器具もなかなか入手できない。錬金術には不向きな土地だ」と記している。またアイルランド滞在中に落馬事故に遭い、帰国後に体の不調、とりわけ弱視に悩まされ、実験ノートを他人に書かせて自らは口述筆記せざるを得なかった。このような災難に遭いながらも、豊かな資産のおかげで実験に必要な人材を雇えることを活用、実験に必要な資料の書き写しや入手の依頼、実験を助手・技師・使用人に指示する方法を採用した。前後して友人ペティがアイルランドに渡航していたことも幸いし、ペティから解剖学・生理学など医学知識を伝えられたことは大きな喜びになり、クロムウェルのアイルランド侵略で莫大な土地資産を確保したこととペティの交友でボイルが化学者として生きる決意を固めることになったとされる。

### 空気の研究と実験
1654年、アイルランドを後にしてオックスフォードに移り住むことにした。そこでジョン・ウィルキンズ、ジョン・ウォリスら科学者グループが開いた会合（『オックスフォード理学協会』、『新哲学』または『オックスフォード実験哲学クラブ』と呼ばれた）に参加、当初ペティやウィルキンズの宿所で開かれていた会合は、ペティが1652年にアイルランドへ、ウィルキンズが1657年にケンブリッジ大学へ移るとボイルの宿所が会合に使われるようになった。ロバート・フックともこの時に知り合い、オックスフォード理学協会は王立協会が作られる発端となった。なお、ペティはアイルランド滞在中にイングランド共和国護国卿オリバー・クロムウェルの息子のアイルランド総督ヘンリー・クロムウェルの秘書となり、アイルランドの聖職者エドワード・ワースおよびボイルの兄のブロッグヒル男爵ロジャー・ボイルと共にヘンリーを支えていった。
1657年、オットー・フォン・ゲーリケの空気ポンプについて目にし、ロバート・フックを助手として自ら空気ポンプの製作を始めた。1659年に"machina Boyleana"と名付けた空気ポンプを完成させ、一連の空気についての実験を始めた。オックスフォード大学ユニバーシティ・カレッジには19世紀初めまでクロス・ホール（Cross Hall）が建っていたことを示す碑文がある。当時ボイルはそのホールの一角を借りていた。
空気ポンプを使った研究成果をNew Experiments Physico-Mechanical, Touching the Spring of the Air, and its Effects...と題して1660年に出版。この本に対して批判的な者の中にイエズス会士のフランシス・ラインがおり、ラインの批判に反論する形で「気体の体積は圧力と反比例する」というボイルの法則に初めて言及することになった。
ただし、この法則（仮説）を最初に定式化したのはヘンリー・パワーで1661年のことである。ボイルはパワーの書いた論文も引用しているが、誤ってその作者をリチャード・タウンリーだとしていた。ヨーロッパ大陸ではこの法則を定式化したのはエドム・マリオットだとされることがあるが、彼がそれを発表したのは1676年のことで、その時点までにはボイルの業績を知っていたと見られている。
研究発表した1660年に王政復古を迎えたが、直前の4月11日にサミュエル・ピープスの手配で亡命していたチャールズ2世を迎えるためパスポートを発行してもらい、20日に戦列艦ネイズビーにピープスやエドワード・モンタギュー（後にサンドウィッチ伯爵）と乗船したことがピープスの記録に掲載されている。以後ピープスとは王立協会で親しく話し合い、ピープスはしばしばボイルの著作を読みふけったことを日記に書いている。
1663年、チャールズ2世の許可を得て不可視の学院から王立協会が発足した。ボイルも設立協議会の一員だった。1680年、ボイルは王立協会会長に選ばれたが、プロテスタントとしての信念に基づいて就任の際の誓いの内容にためらいを覚え、会長職を辞退している。
ボイルは、「延命法」、「飛行技法」、「永久照明」、「鎧を極めて軽く硬くする技法」、「どんな風でも沈まない帆船」、「経度を確認する確実な方法」、「想像力や記憶などの能力を高める薬や苦痛を和らげる薬や悪夢を見ない安らかな眠りをもたらす薬」といった24の「発明したいものの一覧」を作った。この一覧に挙げられた発明は後にそのほとんどが実現しているという点で注目に値する。
ボイルはオックスフォード時代に"騎士"となっていた。騎士はその数年前に王室政令によって制定されたと見られている。ボイルがオックスフォードにいたころは清教徒革命の後半にあたるが、騎士となったボイルがどういう役割を果たしたのかはよくわかっていない。
1668年、ボイルはオックスフォードからロンドンに移り、姉夫婦の家に身を寄せた。

### 晩年
1689年、もともと身体が丈夫ではなかったボイルの健康はめっきり衰え、王立協会での活動も控えるようになり、火急の用事がない限り来客は火曜と金曜の午前と水曜と土曜の午後だけに限るとした。そして、1691年12月3日に姉が亡くなると、後を追うように12月31日に64歳で死去。何らかの疾病による麻痺が原因とされる。遺体はセント・マーティン・イン・ザ・フィールズに埋葬された。

## 科学的探究

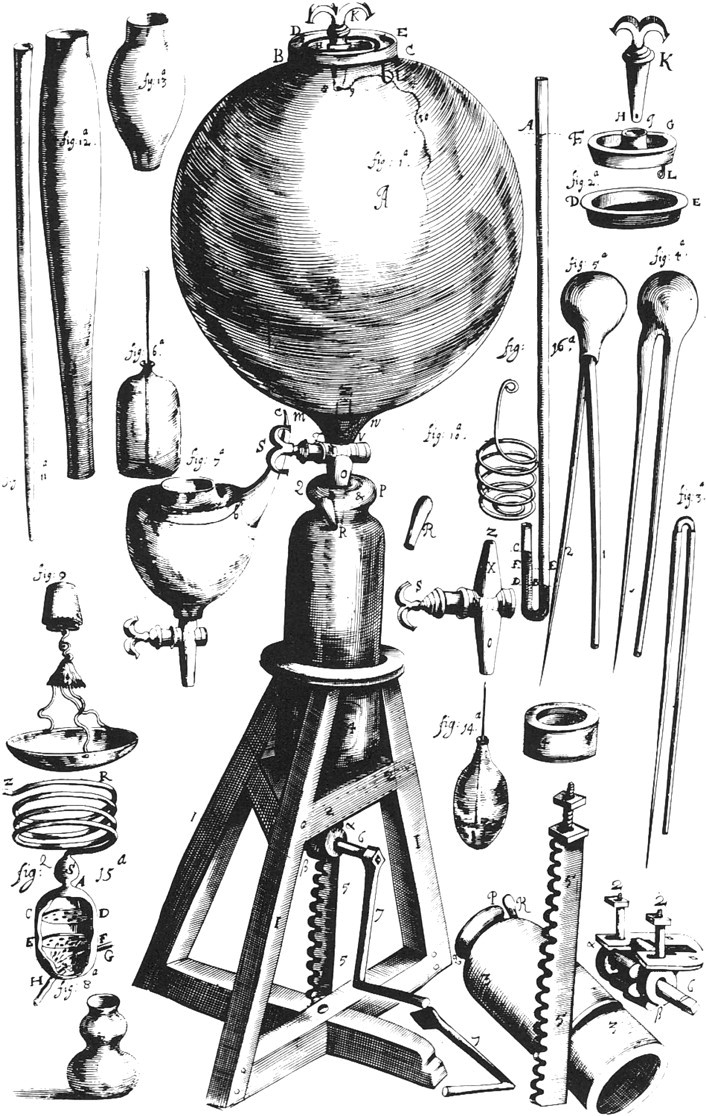
ボイルの空気ポンプ

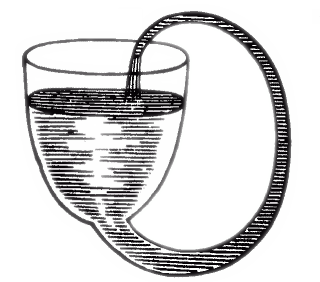
ボイルの永久機関。サイフォンの原理を利用している。ただし実現は不可能である。

科学者としてのボイルは、フランシス・ベーコンが『ノヴム・オルガヌム』で採用した原則に忠実だった。ただしボイル自身はベーコンも含めて先人の影響を認めていなかった。先入観を持たずに実験結果を判断するために同時代の哲学理論に影響されないようにしたと何度か語っており、原子論やルネ・デカルトの原子論への反論についても研究を控え、『ノヴム・オルガヌム』自体についても希に一時的に参照するに留めた。彼の気質にとって仮説の構築ほど相容れないものはなかった。彼は知識の獲得を最終目的と見なしていて、結果として何世紀もの間の先人たちよりも幅広い科学的探究の目的についての展望を得た。ただし、これは彼が科学の実用化に全く注意を払わなかったとか、実用化のための知識を軽んじたというわけではない。
ボイルは錬金術師だった。金属を変質させる可能性を信じており、そのための実験も行っている。また、ヘンリー4世が制定した錬金術によって銀や金を増やそうとする行為を禁じた法律を1689年に廃止するにあたって、重要な役割を演じた。彼の物理学における重要な業績として、ボイルの法則の発表、音の伝播に空気が果たしている役割の解明、水が凍結する際の膨張力の研究、比重と屈折の研究、結晶の研究、電気の研究、色の研究、流体静力学の研究がある。化学も好んで研究した。最初の著作の題名は The Sceptical Chymist（懐疑的化学者、1661年）だが、その中で塩や硫黄や水銀が真の道理だと示すための似非錬金術師の行う実験を批判している。彼にとって化学は錬金術師や医師の技法への単なる付加物ではなく、物質の構成を探究する科学だった。彼は物質の基本構成要素として元素の存在を認め、混合物と化合物を区別した。物質の成分を検出する技法について様々な進歩をもたらし、そういったプロセスを "analysis"（分析）と名付けた。さらに彼は元素が様々な微粒子で構成されていると考えたが、それを確認する技術は当時存在しなかった。また、燃焼や呼吸を化学的に研究し、生理学的実験も行ったが、優しい性格だったため解剖にまでは踏み込めなかった。

## 神学への関心
自然哲学者としての一面とは別に、ボイルは神学についても時間を割いた。ただし論争には無関心だった。1660年の王政復古で彼は宮廷に好意的に迎えられ、1665年には国教会の聖職者になるという条件でイートン・カレッジの校長職を提示された。しかし、彼の宗教的著作は教会に雇われた聖職者であるよりも俗人であるからこそ意味があるとして、その申し出を断わった。
イギリス東インド会社の重役として、彼は東洋へのキリスト教布教に尽力し、宣教師への寄付や聖書の各種言語への翻訳に資金を提供した。当時のカトリック教会は聖書はラテン語だけという方針だったが、ボイルは各国の自国語で聖書が読めるようにすべきだという方針を支持していた。新約聖書のアイルランド語版は1602年に出版されたが、ボイルの存命中はほとんど普及していない。1680年から1685年には、旧約および新約聖書のアイルランド語版の印刷に私財を投じている。この点では、当時アイルランドを支配していたイングランド人はアイルランド人に英語の使用を強要しており、ボイルの態度とは異なる。
ボイルは遺言で遺産の一部を無神論、理神論、異教などの不信心者からキリスト教を守るための一連のレクチャー（ボイル講演）を開催することに遺贈した。このときもキリスト教内の論争には言及していない。

## 主な業績

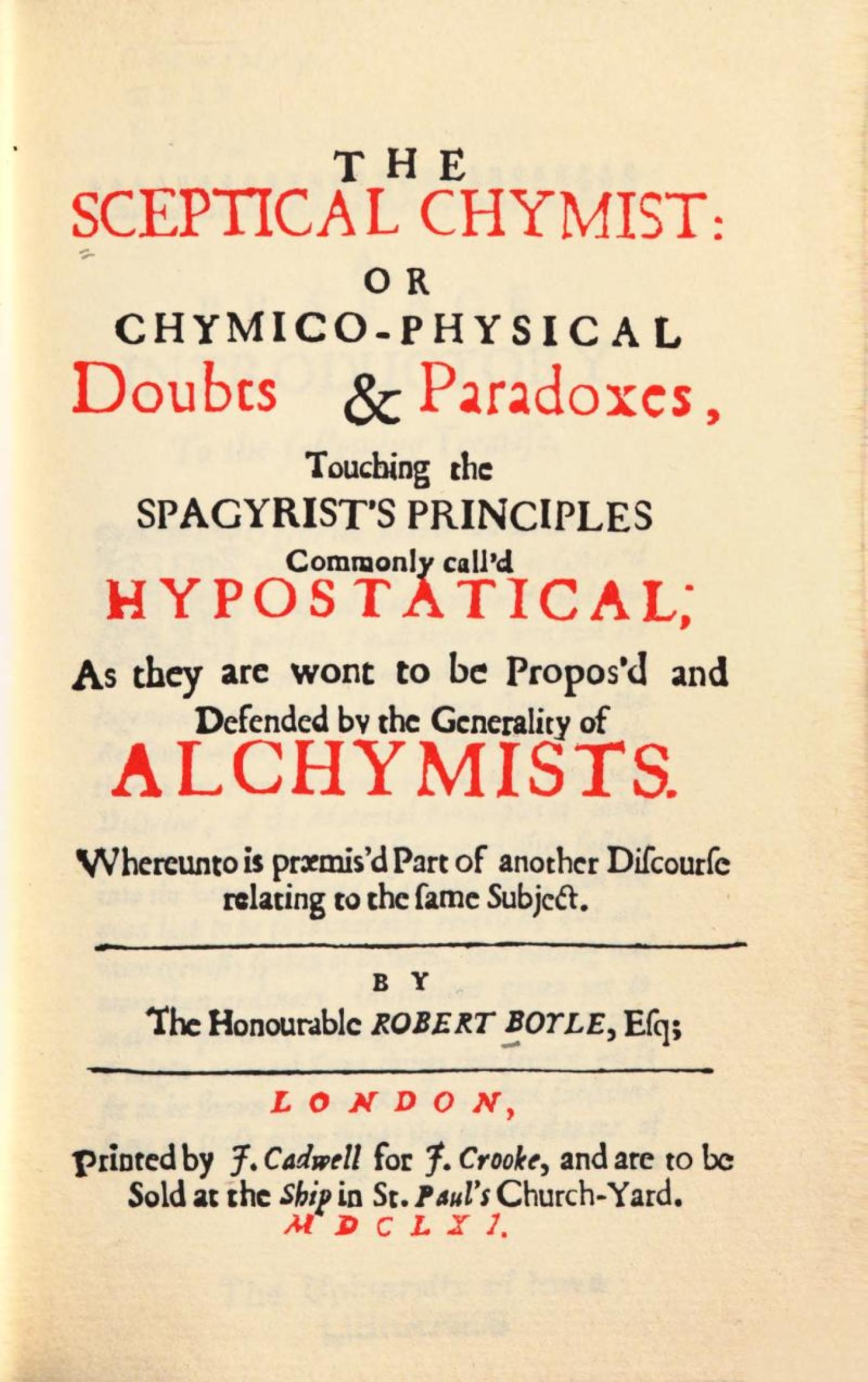
『懐疑的化学者』(The Sceptical Chymist, 1661) の表紙

温度が一定の場合、気体の体積は圧力に反比例することを発見。この法則はボイルの法則と呼ばれる。のちにジャック・シャルルがこの法則を温度変化が生じた場合について一般化したボイル＝シャルルの法則を発見した。
ゲーリケが発明した真空ポンプを改良。のちにラカーユがこれらの真空ポンプの発明と改良を記念してポンプ座を設定した。
1661年、さまざまな化学反応が微小な粒子の運動によって起こるとした方が、アリストテレスの4元素説（空気、水、土、火）よりも妥当であると提唱した。

## 著作
オンラインで見られるボイルの著作
- The Sceptical Chymist（『懐疑的化学者』） - Project Gutenberg
- Essay on the Virtue of Gems - Gem and Diamond Foundation
- Experiments and Considerations Touching Colours - Gem and Diamond Foundation
- Experiments and Considerations Touching Colours - Project Gutenberg
- Boyle Papers University of London
- Hydrostatical Paradoxes - Google Books

## 系譜図
|  |  | リチャード・ボイル 初代コーク伯爵 初代ダンガーヴァン子爵 1566年-1643年 | リチャード・ボイル 初代コーク伯爵 初代ダンガーヴァン子爵 1566年-1643年 | リチャード・ボイル 初代コーク伯爵 初代ダンガーヴァン子爵 1566年-1643年 | リチャード・ボイル 初代コーク伯爵 初代ダンガーヴァン子爵 1566年-1643年 | リチャード・ボイル 初代コーク伯爵 初代ダンガーヴァン子爵 1566年-1643年 | リチャード・ボイル 初代コーク伯爵 初代ダンガーヴァン子爵 1566年-1643年 |  |  | ロジャー・ボイル 1606年-1615年                                                                | ロジャー・ボイル 1606年-1615年                                                                | ロジャー・ボイル 1606年-1615年                                                                | ロジャー・ボイル 1606年-1615年                                                                | ロジャー・ボイル 1606年-1615年                                                                | ロジャー・ボイル 1606年-1615年                                                                | | | | | | |                                                         |                                                         | {{{ロジャー・ボイル 1606年-1615年}}} | {{{ロジャー・ボイル 1606年-1615年}}} | {{{ロジャー・ボイル 1606年-1615年}}} | {{{ロジャー・ボイル 1606年-1615年}}} | {{{ロジャー・ボイル 1606年-1615年}}} | {{{ロジャー・ボイル 1606年-1615年}}} |
|  |  | リチャード・ボイル 初代コーク伯爵 初代ダンガーヴァン子爵 1566年-1643年 | リチャード・ボイル 初代コーク伯爵 初代ダンガーヴァン子爵 1566年-1643年 | リチャード・ボイル 初代コーク伯爵 初代ダンガーヴァン子爵 1566年-1643年 | リチャード・ボイル 初代コーク伯爵 初代ダンガーヴァン子爵 1566年-1643年 | リチャード・ボイル 初代コーク伯爵 初代ダンガーヴァン子爵 1566年-1643年 | リチャード・ボイル 初代コーク伯爵 初代ダンガーヴァン子爵 1566年-1643年 |  |  | ロジャー・ボイル 1606年-1615年                                                                | ロジャー・ボイル 1606年-1615年                                                                | ロジャー・ボイル 1606年-1615年                                                                | ロジャー・ボイル 1606年-1615年                                                                | ロジャー・ボイル 1606年-1615年                                                                | ロジャー・ボイル 1606年-1615年                                                                | | | | | | |                                                         |                                                         | {{{ロジャー・ボイル 1606年-1615年}}} | {{{ロジャー・ボイル 1606年-1615年}}} | {{{ロジャー・ボイル 1606年-1615年}}} | {{{ロジャー・ボイル 1606年-1615年}}} | {{{ロジャー・ボイル 1606年-1615年}}} | {{{ロジャー・ボイル 1606年-1615年}}} |
|  |  |                                                                        |                                                                        |                                                                        |                                                                        |                                                                        |                                                                        |  |  |                                                                                               |                                                                                               |                                                                                               |                                                                                               |                                                                                               |                                                                                               | | | | | | |                                                         |                                                         |                                      |                                      |                                      |                                      |                                      |                                      |
|  |  |                                                                        |                                                                        |                                                                        |                                                                        |                                                                        |                                                                        |  |  | アリス・ボイル 1607年-1667年                                                                  | アリス・ボイル 1607年-1667年                                                                  | アリス・ボイル 1607年-1667年                                                                  | アリス・ボイル 1607年-1667年                                                                  | アリス・ボイル 1607年-1667年                                                                  | アリス・ボイル 1607年-1667年                                                                  | | | {{{アリス・ボイル 1607年-1667年}}}                                                                  | {{{アリス・ボイル 1607年-1667年}}}                                                                  | {{{アリス・ボイル 1607年-1667年}}}                                                                  | {{{アリス・ボイル 1607年-1667年}}}                                                                  | {{{アリス・ボイル 1607年-1667年}}}                      | {{{アリス・ボイル 1607年-1667年}}}                      |                                      |                                      |                                      |                                      |                                      |                                      |
|  |  |                                                                        |                                                                        |                                                                        |                                                                        |                                                                        |                                                                        |  |  | アリス・ボイル 1607年-1667年                                                                  | アリス・ボイル 1607年-1667年                                                                  | アリス・ボイル 1607年-1667年                                                                  | アリス・ボイル 1607年-1667年                                                                  | アリス・ボイル 1607年-1667年                                                                  | アリス・ボイル 1607年-1667年                                                                  | | | {{{アリス・ボイル 1607年-1667年}}}                                                                  | {{{アリス・ボイル 1607年-1667年}}}                                                                  | {{{アリス・ボイル 1607年-1667年}}}                                                                  | {{{アリス・ボイル 1607年-1667年}}}                                                                  | {{{アリス・ボイル 1607年-1667年}}}                      | {{{アリス・ボイル 1607年-1667年}}}                      |                                      |                                      |                                      |                                      |                                      |                                      |
|  |  |                                                                        |                                                                        |                                                                        |                                                                        |                                                                        |                                                                        |  |  |                                                                                               |                                                                                               |                                                                                               |                                                                                               |                                                                                               |                                                                                               | | | | | | |                                                         |                                                         |                                      |                                      |                                      |                                      |                                      |                                      |
|  |  |                                                                        |                                                                        |                                                                        |                                                                        |                                                                        |                                                                        |  |  | サラ・ボイル 1609年-1633年                                                                    | サラ・ボイル 1609年-1633年                                                                    | サラ・ボイル 1609年-1633年                                                                    | サラ・ボイル 1609年-1633年                                                                    | サラ・ボイル 1609年-1633年                                                                    | サラ・ボイル 1609年-1633年                                                                    | | | {{{サラ・ボイル 1609年-1633年}}}                                                                    | {{{サラ・ボイル 1609年-1633年}}}                                                                    | {{{サラ・ボイル 1609年-1633年}}}                                                                    | {{{サラ・ボイル 1609年-1633年}}}                                                                    | {{{サラ・ボイル 1609年-1633年}}}                        | {{{サラ・ボイル 1609年-1633年}}}                        |                                      |                                      |                                      |                                      |                                      |                                      |
|  |  |                                                                        |                                                                        |                                                                        |                                                                        |                                                                        |                                                                        |  |  | サラ・ボイル 1609年-1633年                                                                    | サラ・ボイル 1609年-1633年                                                                    | サラ・ボイル 1609年-1633年                                                                    | サラ・ボイル 1609年-1633年                                                                    | サラ・ボイル 1609年-1633年                                                                    | サラ・ボイル 1609年-1633年                                                                    | | | {{{サラ・ボイル 1609年-1633年}}}                                                                    | {{{サラ・ボイル 1609年-1633年}}}                                                                    | {{{サラ・ボイル 1609年-1633年}}}                                                                    | {{{サラ・ボイル 1609年-1633年}}}                                                                    | {{{サラ・ボイル 1609年-1633年}}}                        | {{{サラ・ボイル 1609年-1633年}}}                        |                                      |                                      |                                      |                                      |                                      |                                      |
|  |  |                                                                        |                                                                        |                                                                        |                                                                        |                                                                        |                                                                        |  |  |                                                                                               |                                                                                               |                                                                                               |                                                                                               |                                                                                               |                                                                                               | | | | | | |                                                         |                                                         |                                      |                                      |                                      |                                      |                                      |                                      |
|  |  |                                                                        |                                                                        |                                                                        |                                                                        |                                                                        |                                                                        |  |  | レティス・ボイル 1610年-1657年                                                                | レティス・ボイル 1610年-1657年                                                                | レティス・ボイル 1610年-1657年                                                                | レティス・ボイル 1610年-1657年                                                                | レティス・ボイル 1610年-1657年                                                                | レティス・ボイル 1610年-1657年                                                                | | | {{{レティス・ボイル 1610年-1657年}}}                                                                | {{{レティス・ボイル 1610年-1657年}}}                                                                | {{{レティス・ボイル 1610年-1657年}}}                                                                | {{{レティス・ボイル 1610年-1657年}}}                                                                | {{{レティス・ボイル 1610年-1657年}}}                    | {{{レティス・ボイル 1610年-1657年}}}                    |                                      |                                      |                                      |                                      |                                      |                                      |
|  |  |                                                                        |                                                                        |                                                                        |                                                                        |                                                                        |                                                                        |  |  | レティス・ボイル 1610年-1657年                                                                | レティス・ボイル 1610年-1657年                                                                | レティス・ボイル 1610年-1657年                                                                | レティス・ボイル 1610年-1657年                                                                | レティス・ボイル 1610年-1657年                                                                | レティス・ボイル 1610年-1657年                                                                | | | {{{レティス・ボイル 1610年-1657年}}}                                                                | {{{レティス・ボイル 1610年-1657年}}}                                                                | {{{レティス・ボイル 1610年-1657年}}}                                                                | {{{レティス・ボイル 1610年-1657年}}}                                                                | {{{レティス・ボイル 1610年-1657年}}}                    | {{{レティス・ボイル 1610年-1657年}}}                    |                                      |                                      |                                      |                                      |                                      |                                      |
|  |  |                                                                        |                                                                        |                                                                        |                                                                        |                                                                        |                                                                        |  |  |                                                                                               |                                                                                               |                                                                                               |                                                                                               |                                                                                               |                                                                                               | | | | | | |                                                         |                                                         |                                      |                                      |                                      |                                      |                                      |                                      |
|  |  |                                                                        |                                                                        |                                                                        |                                                                        |                                                                        |                                                                        |  |  | ジョアン・ボイル 1611年-1657年                                                                | ジョアン・ボイル 1611年-1657年                                                                | ジョアン・ボイル 1611年-1657年                                                                | ジョアン・ボイル 1611年-1657年                                                                | ジョアン・ボイル 1611年-1657年                                                                | ジョアン・ボイル 1611年-1657年                                                                | {{{ジョアン・ボイル 1611年-1657年}}}                                                                | {{{ジョアン・ボイル 1611年-1657年}}}                                                                | {{{ジョアン・ボイル 1611年-1657年}}}                                                                | {{{ジョアン・ボイル 1611年-1657年}}}                                                                | {{{ジョアン・ボイル 1611年-1657年}}}                                                                | {{{ジョアン・ボイル 1611年-1657年}}}                                                                |                                                         |                                                         |                                      |                                      |                                      |                                      |                                      |                                      |
|  |  |                                                                        |                                                                        |                                                                        |                                                                        |                                                                        |                                                                        |  |  | ジョアン・ボイル 1611年-1657年                                                                | ジョアン・ボイル 1611年-1657年                                                                | ジョアン・ボイル 1611年-1657年                                                                | ジョアン・ボイル 1611年-1657年                                                                | ジョアン・ボイル 1611年-1657年                                                                | ジョアン・ボイル 1611年-1657年                                                                | {{{ジョアン・ボイル 1611年-1657年}}}                                                                | {{{ジョアン・ボイル 1611年-1657年}}}                                                                | {{{ジョアン・ボイル 1611年-1657年}}}                                                                | {{{ジョアン・ボイル 1611年-1657年}}}                                                                | {{{ジョアン・ボイル 1611年-1657年}}}                                                                | {{{ジョアン・ボイル 1611年-1657年}}}                                                                |                                                         |                                                         |                                      |                                      |                                      |                                      |                                      |                                      |
|  |  |                                                                        |                                                                        |                                                                        |                                                                        |                                                                        |                                                                        |  |  |                                                                                               |                                                                                               |                                                                                               |                                                                                               |                                                                                               |                                                                                               | | | | | | |                                                         |                                                         |                                      |                                      |                                      |                                      |                                      |                                      |
|  |  |                                                                        |                                                                        |                                                                        |                                                                        |                                                                        |                                                                        |  |  | リチャード・ボイル 第2代コーク伯爵 初代バーリントン伯爵 第2代ダンガーヴァン子爵 1612年-1698年 | リチャード・ボイル 第2代コーク伯爵 初代バーリントン伯爵 第2代ダンガーヴァン子爵 1612年-1698年 | リチャード・ボイル 第2代コーク伯爵 初代バーリントン伯爵 第2代ダンガーヴァン子爵 1612年-1698年 | リチャード・ボイル 第2代コーク伯爵 初代バーリントン伯爵 第2代ダンガーヴァン子爵 1612年-1698年 | リチャード・ボイル 第2代コーク伯爵 初代バーリントン伯爵 第2代ダンガーヴァン子爵 1612年-1698年 | リチャード・ボイル 第2代コーク伯爵 初代バーリントン伯爵 第2代ダンガーヴァン子爵 1612年-1698年 | {{{リチャード・ボイル 第2代コーク伯爵 初代バーリントン伯爵 第2代ダンガーヴァン子爵 1612年-1698年}}} | {{{リチャード・ボイル 第2代コーク伯爵 初代バーリントン伯爵 第2代ダンガーヴァン子爵 1612年-1698年}}} | {{{リチャード・ボイル 第2代コーク伯爵 初代バーリントン伯爵 第2代ダンガーヴァン子爵 1612年-1698年}}} | {{{リチャード・ボイル 第2代コーク伯爵 初代バーリントン伯爵 第2代ダンガーヴァン子爵 1612年-1698年}}} | {{{リチャード・ボイル 第2代コーク伯爵 初代バーリントン伯爵 第2代ダンガーヴァン子爵 1612年-1698年}}} | {{{リチャード・ボイル 第2代コーク伯爵 初代バーリントン伯爵 第2代ダンガーヴァン子爵 1612年-1698年}}} |                                                         |                                                         |                                      |                                      |                                      |                                      |                                      |                                      |
|  |  |                                                                        |                                                                        |                                                                        |                                                                        |                                                                        |                                                                        |  |  | リチャード・ボイル 第2代コーク伯爵 初代バーリントン伯爵 第2代ダンガーヴァン子爵 1612年-1698年 | リチャード・ボイル 第2代コーク伯爵 初代バーリントン伯爵 第2代ダンガーヴァン子爵 1612年-1698年 | リチャード・ボイル 第2代コーク伯爵 初代バーリントン伯爵 第2代ダンガーヴァン子爵 1612年-1698年 | リチャード・ボイル 第2代コーク伯爵 初代バーリントン伯爵 第2代ダンガーヴァン子爵 1612年-1698年 | リチャード・ボイル 第2代コーク伯爵 初代バーリントン伯爵 第2代ダンガーヴァン子爵 1612年-1698年 | リチャード・ボイル 第2代コーク伯爵 初代バーリントン伯爵 第2代ダンガーヴァン子爵 1612年-1698年 | {{{リチャード・ボイル 第2代コーク伯爵 初代バーリントン伯爵 第2代ダンガーヴァン子爵 1612年-1698年}}} | {{{リチャード・ボイル 第2代コーク伯爵 初代バーリントン伯爵 第2代ダンガーヴァン子爵 1612年-1698年}}} | {{{リチャード・ボイル 第2代コーク伯爵 初代バーリントン伯爵 第2代ダンガーヴァン子爵 1612年-1698年}}} | {{{リチャード・ボイル 第2代コーク伯爵 初代バーリントン伯爵 第2代ダンガーヴァン子爵 1612年-1698年}}} | {{{リチャード・ボイル 第2代コーク伯爵 初代バーリントン伯爵 第2代ダンガーヴァン子爵 1612年-1698年}}} | {{{リチャード・ボイル 第2代コーク伯爵 初代バーリントン伯爵 第2代ダンガーヴァン子爵 1612年-1698年}}} |                                                         |                                                         |                                      |                                      |                                      |                                      |                                      |                                      |
|  |  |                                                                        |                                                                        |                                                                        |                                                                        |                                                                        |                                                                        |  |  |                                                                                               |                                                                                               |                                                                                               |                                                                                               |                                                                                               |                                                                                               | | | | | | |                                                         |                                                         |                                      |                                      |                                      |                                      |                                      |                                      |
|  |  |                                                                        |                                                                        |                                                                        |                                                                        |                                                                        |                                                                        |  |  | キャサリン・ボイル 1615年-1691年                                                              | キャサリン・ボイル 1615年-1691年                                                              | キャサリン・ボイル 1615年-1691年                                                              | キャサリン・ボイル 1615年-1691年                                                              | キャサリン・ボイル 1615年-1691年                                                              | キャサリン・ボイル 1615年-1691年                                                              | {{{キャサリン・ボイル 1615年-1691年}}}                                                              | {{{キャサリン・ボイル 1615年-1691年}}}                                                              | {{{キャサリン・ボイル 1615年-1691年}}}                                                              | {{{キャサリン・ボイル 1615年-1691年}}}                                                              | {{{キャサリン・ボイル 1615年-1691年}}}                                                              | {{{キャサリン・ボイル 1615年-1691年}}}                                                              |                                                         |                                                         |                                      |                                      |                                      |                                      |                                      |                                      |
|  |  |                                                                        |                                                                        |                                                                        |                                                                        |                                                                        |                                                                        |  |  | キャサリン・ボイル 1615年-1691年                                                              | キャサリン・ボイル 1615年-1691年                                                              | キャサリン・ボイル 1615年-1691年                                                              | キャサリン・ボイル 1615年-1691年                                                              | キャサリン・ボイル 1615年-1691年                                                              | キャサリン・ボイル 1615年-1691年                                                              | {{{キャサリン・ボイル 1615年-1691年}}}                                                              | {{{キャサリン・ボイル 1615年-1691年}}}                                                              | {{{キャサリン・ボイル 1615年-1691年}}}                                                              | {{{キャサリン・ボイル 1615年-1691年}}}                                                              | {{{キャサリン・ボイル 1615年-1691年}}}                                                              | {{{キャサリン・ボイル 1615年-1691年}}}                                                              |                                                         |                                                         |                                      |                                      |                                      |                                      |                                      |                                      |
|  |  |                                                                        |                                                                        |                                                                        |                                                                        |                                                                        |                                                                        |  |  |                                                                                               |                                                                                               |                                                                                               |                                                                                               |                                                                                               |                                                                                               | | | | | | |                                                         |                                                         |                                      |                                      |                                      |                                      |                                      |                                      |
|  |  |                                                                        |                                                                        |                                                                        |                                                                        |                                                                        |                                                                        |  |  | ジェフリー・ボイル                                                                            | ジェフリー・ボイル                                                                            | ジェフリー・ボイル                                                                            | ジェフリー・ボイル                                                                            | ジェフリー・ボイル                                                                            | ジェフリー・ボイル                                                                            | {{{ジェフリー・ボイル}}}                                                                            | {{{ジェフリー・ボイル}}}                                                                            | {{{ジェフリー・ボイル}}}                                                                            | {{{ジェフリー・ボイル}}}                                                                            | {{{ジェフリー・ボイル}}}                                                                            | {{{ジェフリー・ボイル}}}                                                                            |                                                         |                                                         |                                      |                                      |                                      |                                      |                                      |                                      |
|  |  |                                                                        |                                                                        |                                                                        |                                                                        |                                                                        |                                                                        |  |  | ジェフリー・ボイル                                                                            | ジェフリー・ボイル                                                                            | ジェフリー・ボイル                                                                            | ジェフリー・ボイル                                                                            | ジェフリー・ボイル                                                                            | ジェフリー・ボイル                                                                            | {{{ジェフリー・ボイル}}}                                                                            | {{{ジェフリー・ボイル}}}                                                                            | {{{ジェフリー・ボイル}}}                                                                            | {{{ジェフリー・ボイル}}}                                                                            | {{{ジェフリー・ボイル}}}                                                                            | {{{ジェフリー・ボイル}}}                                                                            |                                                         |                                                         |                                      |                                      |                                      |                                      |                                      |                                      |
|  |  |                                                                        |                                                                        |                                                                        |                                                                        |                                                                        |                                                                        |  |  |                                                                                               |                                                                                               |                                                                                               |                                                                                               |                                                                                               |                                                                                               | | | | | | |                                                         |                                                         |                                      |                                      |                                      |                                      |                                      |                                      |
|  |  |                                                                        |                                                                        |                                                                        |                                                                        |                                                                        |                                                                        |  |  | ドロシー・ボイル                                                                              | ドロシー・ボイル                                                                              | ドロシー・ボイル                                                                              | ドロシー・ボイル                                                                              | ドロシー・ボイル                                                                              | ドロシー・ボイル                                                                              | {{{ドロシー・ボイル}}}                                                                              | {{{ドロシー・ボイル}}}                                                                              | {{{ドロシー・ボイル}}}                                                                              | {{{ドロシー・ボイル}}}                                                                              | {{{ドロシー・ボイル}}}                                                                              | {{{ドロシー・ボイル}}}                                                                              |                                                         |                                                         |                                      |                                      |                                      |                                      |                                      |                                      |
|  |  |                                                                        |                                                                        |                                                                        |                                                                        |                                                                        |                                                                        |  |  | ドロシー・ボイル                                                                              | ドロシー・ボイル                                                                              | ドロシー・ボイル                                                                              | ドロシー・ボイル                                                                              | ドロシー・ボイル                                                                              | ドロシー・ボイル                                                                              | {{{ドロシー・ボイル}}}                                                                              | {{{ドロシー・ボイル}}}                                                                              | {{{ドロシー・ボイル}}}                                                                              | {{{ドロシー・ボイル}}}                                                                              | {{{ドロシー・ボイル}}}                                                                              | {{{ドロシー・ボイル}}}                                                                              |                                                         |                                                         |                                      |                                      |                                      |                                      |                                      |                                      |
|  |  |                                                                        |                                                                        |                                                                        |                                                                        |                                                                        |                                                                        |  |  |                                                                                               |                                                                                               |                                                                                               |                                                                                               |                                                                                               |                                                                                               | | | | | | |                                                         |                                                         |                                      |                                      |                                      |                                      |                                      |                                      |
|  |  |                                                                        |                                                                        |                                                                        |                                                                        |                                                                        |                                                                        |  |  | ルイス・ボイル 初代ボイル・オブ・キナルミーキー子爵 1619年-1642年                             | ルイス・ボイル 初代ボイル・オブ・キナルミーキー子爵 1619年-1642年                             | ルイス・ボイル 初代ボイル・オブ・キナルミーキー子爵 1619年-1642年                             | ルイス・ボイル 初代ボイル・オブ・キナルミーキー子爵 1619年-1642年                             | ルイス・ボイル 初代ボイル・オブ・キナルミーキー子爵 1619年-1642年                             | ルイス・ボイル 初代ボイル・オブ・キナルミーキー子爵 1619年-1642年                             | {{{ルイス・ボイル 初代ボイル・オブ・キナルミーキー子爵 1619年-1642年}}}                             | {{{ルイス・ボイル 初代ボイル・オブ・キナルミーキー子爵 1619年-1642年}}}                             | {{{ルイス・ボイル 初代ボイル・オブ・キナルミーキー子爵 1619年-1642年}}}                             | {{{ルイス・ボイル 初代ボイル・オブ・キナルミーキー子爵 1619年-1642年}}}                             | {{{ルイス・ボイル 初代ボイル・オブ・キナルミーキー子爵 1619年-1642年}}}                             | {{{ルイス・ボイル 初代ボイル・オブ・キナルミーキー子爵 1619年-1642年}}}                             |                                                         |                                                         |                                      |                                      |                                      |                                      |                                      |                                      |
|  |  |                                                                        |                                                                        |                                                                        |                                                                        |                                                                        |                                                                        |  |  | ルイス・ボイル 初代ボイル・オブ・キナルミーキー子爵 1619年-1642年                             | ルイス・ボイル 初代ボイル・オブ・キナルミーキー子爵 1619年-1642年                             | ルイス・ボイル 初代ボイル・オブ・キナルミーキー子爵 1619年-1642年                             | ルイス・ボイル 初代ボイル・オブ・キナルミーキー子爵 1619年-1642年                             | ルイス・ボイル 初代ボイル・オブ・キナルミーキー子爵 1619年-1642年                             | ルイス・ボイル 初代ボイル・オブ・キナルミーキー子爵 1619年-1642年                             | {{{ルイス・ボイル 初代ボイル・オブ・キナルミーキー子爵 1619年-1642年}}}                             | {{{ルイス・ボイル 初代ボイル・オブ・キナルミーキー子爵 1619年-1642年}}}                             | {{{ルイス・ボイル 初代ボイル・オブ・キナルミーキー子爵 1619年-1642年}}}                             | {{{ルイス・ボイル 初代ボイル・オブ・キナルミーキー子爵 1619年-1642年}}}                             | {{{ルイス・ボイル 初代ボイル・オブ・キナルミーキー子爵 1619年-1642年}}}                             | {{{ルイス・ボイル 初代ボイル・オブ・キナルミーキー子爵 1619年-1642年}}}                             |                                                         |                                                         |                                      |                                      |                                      |                                      |                                      |                                      |
|  |  |                                                                        |                                                                        |                                                                        |                                                                        |                                                                        |                                                                        |  |  |                                                                                               |                                                                                               |                                                                                               |                                                                                               |                                                                                               |                                                                                               | | | | | | |                                                         |                                                         |                                      |                                      |                                      |                                      |                                      |                                      |
|  |  |                                                                        |                                                                        |                                                                        |                                                                        |                                                                        |                                                                        |  |  | ロジャー・ボイル 初代オーラリー伯爵 1621年-1679年                                             | ロジャー・ボイル 初代オーラリー伯爵 1621年-1679年                                             | ロジャー・ボイル 初代オーラリー伯爵 1621年-1679年                                             | ロジャー・ボイル 初代オーラリー伯爵 1621年-1679年                                             | ロジャー・ボイル 初代オーラリー伯爵 1621年-1679年                                             | ロジャー・ボイル 初代オーラリー伯爵 1621年-1679年                                             | | | {{{ロジャー・ボイル 初代オーラリー伯爵 1621年-1679年}}}                                             | {{{ロジャー・ボイル 初代オーラリー伯爵 1621年-1679年}}}                                             | {{{ロジャー・ボイル 初代オーラリー伯爵 1621年-1679年}}}                                             | {{{ロジャー・ボイル 初代オーラリー伯爵 1621年-1679年}}}                                             | {{{ロジャー・ボイル 初代オーラリー伯爵 1621年-1679年}}} | {{{ロジャー・ボイル 初代オーラリー伯爵 1621年-1679年}}} |                                      |                                      |                                      |                                      |                                      |                                      |
|  |  |                                                                        |                                                                        |                                                                        |                                                                        |                                                                        |                                                                        |  |  | ロジャー・ボイル 初代オーラリー伯爵 1621年-1679年                                             | ロジャー・ボイル 初代オーラリー伯爵 1621年-1679年                                             | ロジャー・ボイル 初代オーラリー伯爵 1621年-1679年                                             | ロジャー・ボイル 初代オーラリー伯爵 1621年-1679年                                             | ロジャー・ボイル 初代オーラリー伯爵 1621年-1679年                                             | ロジャー・ボイル 初代オーラリー伯爵 1621年-1679年                                             | | | {{{ロジャー・ボイル 初代オーラリー伯爵 1621年-1679年}}}                                             | {{{ロジャー・ボイル 初代オーラリー伯爵 1621年-1679年}}}                                             | {{{ロジャー・ボイル 初代オーラリー伯爵 1621年-1679年}}}                                             | {{{ロジャー・ボイル 初代オーラリー伯爵 1621年-1679年}}}                                             | {{{ロジャー・ボイル 初代オーラリー伯爵 1621年-1679年}}} | {{{ロジャー・ボイル 初代オーラリー伯爵 1621年-1679年}}} |                                      |                                      |                                      |                                      |                                      |                                      |
|  |  |                                                                        |                                                                        |                                                                        |                                                                        |                                                                        |                                                                        |  |  |                                                                                               |                                                                                               |                                                                                               |                                                                                               |                                                                                               |                                                                                               | | | | | | |                                                         |                                                         |                                      |                                      |                                      |                                      |                                      |                                      |
|  |  |                                                                        |                                                                        |                                                                        |                                                                        |                                                                        |                                                                        |  |  | フランシス・ボイル 初代シャノン子爵 1607年-1667年                                             | フランシス・ボイル 初代シャノン子爵 1607年-1667年                                             | フランシス・ボイル 初代シャノン子爵 1607年-1667年                                             | フランシス・ボイル 初代シャノン子爵 1607年-1667年                                             | フランシス・ボイル 初代シャノン子爵 1607年-1667年                                             | フランシス・ボイル 初代シャノン子爵 1607年-1667年                                             | | | {{{フランシス・ボイル 初代シャノン子爵 1607年-1667年}}}                                             | {{{フランシス・ボイル 初代シャノン子爵 1607年-1667年}}}                                             | {{{フランシス・ボイル 初代シャノン子爵 1607年-1667年}}}                                             | {{{フランシス・ボイル 初代シャノン子爵 1607年-1667年}}}                                             | {{{フランシス・ボイル 初代シャノン子爵 1607年-1667年}}} | {{{フランシス・ボイル 初代シャノン子爵 1607年-1667年}}} |                                      |                                      |                                      |                                      |                                      |                                      |
|  |  |                                                                        |                                                                        |                                                                        |                                                                        |                                                                        |                                                                        |  |  | フランシス・ボイル 初代シャノン子爵 1607年-1667年                                             | フランシス・ボイル 初代シャノン子爵 1607年-1667年                                             | フランシス・ボイル 初代シャノン子爵 1607年-1667年                                             | フランシス・ボイル 初代シャノン子爵 1607年-1667年                                             | フランシス・ボイル 初代シャノン子爵 1607年-1667年                                             | フランシス・ボイル 初代シャノン子爵 1607年-1667年                                             | | | {{{フランシス・ボイル 初代シャノン子爵 1607年-1667年}}}                                             | {{{フランシス・ボイル 初代シャノン子爵 1607年-1667年}}}                                             | {{{フランシス・ボイル 初代シャノン子爵 1607年-1667年}}}                                             | {{{フランシス・ボイル 初代シャノン子爵 1607年-1667年}}}                                             | {{{フランシス・ボイル 初代シャノン子爵 1607年-1667年}}} | {{{フランシス・ボイル 初代シャノン子爵 1607年-1667年}}} |                                      |                                      |                                      |                                      |                                      |                                      |
|  |  |                                                                        |                                                                        |                                                                        |                                                                        |                                                                        |                                                                        |  |  |                                                                                               |                                                                                               |                                                                                               |                                                                                               |                                                                                               |                                                                                               | | | | | | |                                                         |                                                         |                                      |                                      |                                      |                                      |                                      |                                      |
|  |  |                                                                        |                                                                        |                                                                        |                                                                        |                                                                        |                                                                        |  |  | メアリー・ボイル 1625年-1678年                                                                | メアリー・ボイル 1625年-1678年                                                                | メアリー・ボイル 1625年-1678年                                                                | メアリー・ボイル 1625年-1678年                                                                | メアリー・ボイル 1625年-1678年                                                                | メアリー・ボイル 1625年-1678年                                                                | | | {{{メアリー・ボイル 1625年-1678年}}}                                                                | {{{メアリー・ボイル 1625年-1678年}}}                                                                | {{{メアリー・ボイル 1625年-1678年}}}                                                                | {{{メアリー・ボイル 1625年-1678年}}}                                                                | {{{メアリー・ボイル 1625年-1678年}}}                    | {{{メアリー・ボイル 1625年-1678年}}}                    |                                      |                                      |                                      |                                      |                                      |                                      |
|  |  |                                                                        |                                                                        |                                                                        |                                                                        |                                                                        |                                                                        |  |  | メアリー・ボイル 1625年-1678年                                                                | メアリー・ボイル 1625年-1678年                                                                | メアリー・ボイル 1625年-1678年                                                                | メアリー・ボイル 1625年-1678年                                                                | メアリー・ボイル 1625年-1678年                                                                | メアリー・ボイル 1625年-1678年                                                                | | | {{{メアリー・ボイル 1625年-1678年}}}                                                                | {{{メアリー・ボイル 1625年-1678年}}}                                                                | {{{メアリー・ボイル 1625年-1678年}}}                                                                | {{{メアリー・ボイル 1625年-1678年}}}                                                                | {{{メアリー・ボイル 1625年-1678年}}}                    | {{{メアリー・ボイル 1625年-1678年}}}                    |                                      |                                      |                                      |                                      |                                      |                                      |
|  |  |                                                                        |                                                                        |                                                                        |                                                                        |                                                                        |                                                                        |  |  |                                                                                               |                                                                                               |                                                                                               |                                                                                               |                                                                                               |                                                                                               | | | | | | |                                                         |                                                         |                                      |                                      |                                      |                                      |                                      |                                      |
|  |  |                                                                        |                                                                        |                                                                        |                                                                        |                                                                        |                                                                        |  |  | ロバート・ボイル 1627年-1691年                                                                | ロバート・ボイル 1627年-1691年                                                                | ロバート・ボイル 1627年-1691年                                                                | ロバート・ボイル 1627年-1691年                                                                | ロバート・ボイル 1627年-1691年                                                                | ロバート・ボイル 1627年-1691年                                                                | | | | | {{{ロバート・ボイル 1627年-1691年}}}                                                                | {{{ロバート・ボイル 1627年-1691年}}}                                                                | {{{ロバート・ボイル 1627年-1691年}}}                    | {{{ロバート・ボイル 1627年-1691年}}}                    | {{{ロバート・ボイル 1627年-1691年}}} | {{{ロバート・ボイル 1627年-1691年}}} |                                      |                                      |                                      |                                      |
|  |  |                                                                        |                                                                        |                                                                        |                                                                        |                                                                        |                                                                        |  |  | ロバート・ボイル 1627年-1691年                                                                | ロバート・ボイル 1627年-1691年                                                                | ロバート・ボイル 1627年-1691年                                                                | ロバート・ボイル 1627年-1691年                                                                | ロバート・ボイル 1627年-1691年                                                                | ロバート・ボイル 1627年-1691年                                                                | | | | | {{{ロバート・ボイル 1627年-1691年}}}                                                                | {{{ロバート・ボイル 1627年-1691年}}}                                                                | {{{ロバート・ボイル 1627年-1691年}}}                    | {{{ロバート・ボイル 1627年-1691年}}}                    | {{{ロバート・ボイル 1627年-1691年}}} | {{{ロバート・ボイル 1627年-1691年}}} |                                      |                                      |                                      |                                      |
|  |  |                                                                        |                                                                        |                                                                        |                                                                        |                                                                        |                                                                        |  |  |                                                                                               |                                                                                               |                                                                                               |                                                                                               |                                                                                               |                                                                                               | | | | | | |                                                         |                                                         |                                      |                                      |                                      |                                      |                                      |                                      |
|  |  |                                                                        |                                                                        |                                                                        |                                                                        |                                                                        |                                                                        |  |  | マーガレット・ボイル                                                                          | マーガレット・ボイル                                                                          | マーガレット・ボイル                                                                          | マーガレット・ボイル                                                                          | マーガレット・ボイル                                                                          | マーガレット・ボイル                                                                          | | | {{{マーガレット・ボイル}}}                                                                          | {{{マーガレット・ボイル}}}                                                                          | {{{マーガレット・ボイル}}}                                                                          | {{{マーガレット・ボイル}}}                                                                          | {{{マーガレット・ボイル}}}                              | {{{マーガレット・ボイル}}}                              |                                      |                                      |                                      |                                      |                                      |                                      |
|  |  |                                                                        |                                                                        |                                                                        |                                                                        |                                                                        |                                                                        |  |  | マーガレット・ボイル                                                                          | マーガレット・ボイル                                                                          | マーガレット・ボイル                                                                          | マーガレット・ボイル                                                                          | マーガレット・ボイル                                                                          | マーガレット・ボイル                                                                          | | | {{{マーガレット・ボイル}}}                                                                          | {{{マーガレット・ボイル}}}                                                                          | {{{マーガレット・ボイル}}}                                                                          | {{{マーガレット・ボイル}}}                                                                          | {{{マーガレット・ボイル}}}                              | {{{マーガレット・ボイル}}}                              |                                      |                                      |                                      |                                      |                                      |                                      |